# Apodanthera
Genre
Apodanthera est un genre de plante à fleurs de la famille des Cucurbitaceae.

## Liste d'espèces
Selon ITIS :
- Apodanthera mathewsii Arn. ex Hook.
- Apodanthera undulata Gray